# Claude et Greta
Pour plus de détails, voir Fiche technique et Distribution.
Claude et Greta, également connu sous le titre Les Liaisons particulières avant changement de titre sur l'insistance de la Commission de contrôle,, est un film français réalisé par Max Pécas, sorti en 1970.

## Synopsis
Greta, une étudiante suédoise, arrive à Paris, où elle tombe sous la coupe d'une lesbienne nommée Claude. Pour gagner sa vie, Greta pose comme modèle pour un peintre célèbre, Mathias. Ce dernier, homosexuel, a une liaison avec son jeune assistant, Jean. Mais Jean et Greta s'éprennent alors l'un de l'autre...

## Fiche technique
- Titre : Claude et Greta
- Autre titre : Les Liaisons particulières
- Réalisation : Max Pécas
- Scénario : Michèle Ressi et Max Pécas
- Dialogues : Max Pécas
- Photographie : Robert Lefebvre
- Montage : Nicole Colombier
- Musique : Derry Hall
- Société de production : Les Films du Griffon
- Pays d'origine :  France
- Durée : 88 minutes
- Date de sortie : France, 25 mars 1970

## Distribution
- Astrid Frank : Greta
- Yves Vincent : Mathias
- Nicole Debonne : Claude
- Frederick Sakkis : Jean
- Michel Vocoret : Le photographe
- Bruno Balp : Le père